# Guillaume II de Bourgogne

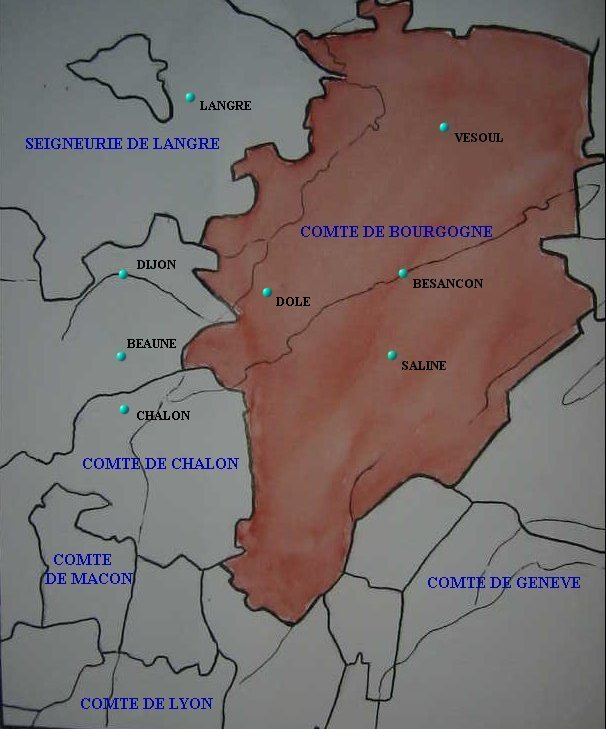
Comté de Bourgogne (approximativement la Franche-Comté d'aujourd'hui).

Guillaume II de Bourgogne dit l'Allemand, né en 1075 et mort en 1125, est comte de Bourgogne, de Mâcon et de Vienne, fils unique du comte Renaud II de Bourgogne et neveu du pape Calixte II.

## Biographie
Né vers 1075, il est le fils du comte Renaud II de Bourgogne et de la comtesse Régine d'Oltigen(fille du comte Conon d'Oltigen, Région de Berne en Suisse Alémanique).
Son père meurt en 1097 lors de la première croisade (1096-1099) à l'âge de 41 ans. Il lui succède à l'âge de 26 ans conjointement avec son oncle Étienne Ier de Bourgogne.
Il meurt en 1125 à l'âge de 50 ans, victime d’un complot, controversé encore aujourd'hui, de ses barons.
En 1127, son fils Guillaume III de Bourgogne dit L'Enfant, est assassiné dans son enfance. Le comte conjoint Renaud III de Bourgogne (le fils de son oncle Étienne Ier de Bourgogne) devient alors seul comte de Bourgogne.